# Голи Брег
Голи Брег је насеље у саставу града Загреба. Налази се у четврти Брезовица. До територијалне реорганизације у Хрватској налазио се у саставу ужег подручја Града Загреба.

## Становништво
На попису становништва 2011. године, Голи Брег је имао 406 становника.

## Попис1991.
На попису становништва 1991. године, насељено место Голи Брег је имало 344 становника, следећег националног састава:
| Попис 1991.‍  | Попис 1991.‍  | Попис 1991.‍ | Попис 1991.‍ | Попис 1991.‍ |
| ------------ | ------------ | ----------- | ----------- | ----------- |
|              |              |             |             |             |
| Хрвати       | Хрвати       |             | 333         | 96,80%      |
| Муслимани    | Муслимани    |             | 2           | 0,58%       |
| Словенци     | Словенци     |             | 1           | 0,29%       |
| остали       | остали       |             | 1           | 0,29%       |
| неопредељени | неопредељени |             | 7           | 2,03%       |
| укупно: 344  |              |             |             |             |